# Real Academia de Medicina de la Comunidad Valenciana
La Real Academia de Medicina de la Comunidad Valenciana (RAMCV), oficialmente Real Academia de Medicina y Ciencias Afines de la Comunidad Valenciana (en valenciano: Reial Acadèmia de Medicina i Ciències Afins de la Comunitat Valenciana), en ocasiones llamada también Real Academia de Medicina de Valencia es una institución académica española con ámbito territorial en la Comunidad Valenciana, creada en 1830 por Real Decreto de Fernando VII, cuya sede se encuentra en Valencia, avenida Blasco Ibáñez, número 15, sede administrativa de la Facultad de Medicina de la Universidad de Valencia.

## Trayectoria y funciones
Fundada durante el ministerio de Francisco Tadeo Calomarde, el primer presidente fue Antonio Ajós y se encontraba, como el resto de academias de medicina creadas en España, bajo la supervisión de la Real Junta Superior Gubernativa de Medicina y Cirugía hasta que en 1831 se aprobó su primer reglamento. Tras ubicarse en distintos puntos de la ciudad de Valencia a falta de un espacio propio definitivo, en 1943 encontró asiento en la sede del Colegio de Médicos, sito en el Palacio de la Condesa de Buñol y, ya definitivamente, se estableció en 1958 en su sede actual en la Facultad de Medicina. Entre sus fundadores, además de Antonio Ajós, se encontraban Joaquín Casaña, Vicente Gascó, José María Gómez Alamá y Joaquín Rodrigo.
Según sus estatutos, la misión fundamental de la academia es «el estudio y la investigación de las ciencias médicas y afines [en el ámbito de toda la Comunidad Autónoma valenciana] ... así como colaborar con las autoridades sanitarias, universitarias y judiciales en todos los niveles de la Administración Pública, emitiendo, además, cuantos informes médicos le fueren requeridos por cualquiera de tales organismos oficiales». Por otra parte, la academia no solo engloba a profesionales médicos como académicos, sino también a todos aquellos relacionados con las ciencias de la salud como farmacéuticos, veterinarios, bioquímicos u odontólogos, entre otros. El primer farmacéutico académico fue José Pizcueta y Donday (1850) y el primer veterinario, Camilo Gómez Roda (1875).
Respecto a su estructura, está formada por un número máximo de cincuenta académicos de número, además de académicos honorarios y correspondientes sin límite determinado.

## Presidentes
Relación de presidente de la academia:
| - Antonio Ajós (3 de marzo de 1831) - Pedro-Vicente Bel (24 de marzo de 1831; interino) - Manuel Pizcueta Brell (14 de abril de 1831-1834) - Vicente Llobet Tomas (1834)) - José Pizcueta Donday (1834-1847) - Vicente Gascó Vilar (1847-1849) - José Pizcueta Donday (1849-1867) - Joaquín Casañ y Rigla (1867-1868) - José María Gómez Alamá(1869-1874) - Salvador López (1875-1876) - Elías Martínez y Gil (1877-1886) - Joaquín Serrano Cañete (1887-1893) - Peregrín Casanova Ciurana (1894-1896) - Esteban Montero Ruiz (1896-1898) - Constantino Gómez Reig (1899-1902) - Francisco Orts y Orts (1903-1908) - Vicente Peset Cervera (1909-1912) - Adolfo Gil y Morte (1913-1916) - Enrique Slocker de la Rosa (1917-1918) | - Ramón Gómez Ferrer (1919-1920) - Juan Bartual Moret (1921-1922) - Faustino Barberá Martí (1923-1924) - Vicente Navarro Gil (1925-1927) - Enrique López Sancho (1928-1930) - Agustín Trigo Mezquita (1931-1932) - Jesús Bartrina Capella (1933-1934) - Francisco Brugada Mira (1935-1936) - Miguel Martí Pastor (1943-1948) - Francisco Gimeno Márquez (1949-1952) - José Tomás y López-Trigo (1953-1956) - Rafael Alcalá-Santaella (1957-1959) - Manuel Beltrán Báguena (1960-1966) - Juan José Barcia Goyanes (1967-1970) - Francisco Javier García-Conde Gómez (1971-1998) - Vicente Tormo Alfonso (1999-2007) - Benjamín Narbona Arnau (2008-2009) - Antonio Llombart Bosch (2010-2017) - Carmen Leal Cercós (2018-2025) |